# Universidad de Alicante
Universidad de Alicante – uczelnia w Hiszpanii, zlokalizowana w Alicante.